# Алваро Арбелоа
Áлваро Арбелоа Кока (на испански: Álvaro Arbeloa Coca) e бивш испански футболист и настоящ треньор на юношите на Реал Мадрид.

## Кариера

### Реал Мадрид
Алваро играе предимно като десен защитник, въпреки че може да играе и като централен. След завръщането си в Реал Мадрид играе само като десен защитник. Той е юноша на Реал Мадрид, като си проправя път през юношеските формации на „белия балет“ и прави дебюта си за първия отбор през сезон 2004/05. Там обаче не успява да се наложи и играе повече за „Б“ отбора на Реал.

### Депортиво Ла Коруня
През лятото на 2006 подписва с Депортиво Ла Коруня, за да има повече шансове за игра. Алваро играе половин сезон там и през зимния трансферен прозорец на 2007 е продаден на Ливърпул за сума около 4 млн. евро. „Реал Мадрид“ получават 50% от тази сума.

### Реал Мадрид
Към края на юли 2009 се завръща в Реал Мадрид за сумата от 5 млн. евро. и подписва 5-годишен договор.
На 1 август 2012 продължава договора си с Реал Мадрид до 2016 г.

## Национален отбор
Алваро има 37 мача за националния отбор по футбол на Испания (към 14 юни 2012). Дебюта си прави през 2008. Играе за „Ла Фурия“ на Купата на конфедерациите през 2009, Световното първенство по футбол в Южна Африка и Евро 2012 в Полша и Украйна.

## Успехи

### Ливърпул
- Шампионска лига второ място:2006 - 2007

### Реал Мадрид
- Ла лига:2011 - 2012
- Купа на краля: 2010 - 2011; 2013 - 2014; Второ място през:2012 - 2013
- Суперкупа на Испания:2012; Второ място през:2011; 2014
- Шампионска лига:2013 - 2014; 2015 - 2016
- Световно клубно първенство:2014
- Суперкупа на УЕФА:2014

### Испания
- Световно първенство по футбол:2010
- Европейско първенство по футбол:2008; 2012
- Купа на Конфедерациите:второ място:2013; трето място:2009